# Noise Records
Noise Records fue un sello discográfico alemán fundado por la industria de la música alemana personalidad Karl-Ulrich Walterbach en 1984 como una ampliación del concepto de su sello Rock Produktionen agresivo. Noise Records se especializan en el heavy metal. Es parte de Sanctuary Records.
- Datos: Q703603
- Multimedia: Noise Records / Q703603